# Julio Salinas Fernández
Julio Salinas Fernández (Bilbao, País Basc, 11 de setembre de 1962) és un exfutbolista basc de les dècades de 1980 i 1990, que jugava com a davanter, i que posteriorment ha fet de comentarista esportiu. És germà del també futbolista Patxi Salinas.
Davanter centre alt i prim, és recordat sobretot per la seva etapa al FC Barcelona –havent començat la seva carrera amb l'Atlètic de Bilbao– va ser un golejador prolífic per al club i la selecció espanyola.
Salinas va jugar 56 partits amb la selecció espanyola i va representar-la en tres Copes del Món i dues Eurocopes.

## Carrera de club

### Athletic i Atlético
Salinas va néixer a Bilbao, Biscaia, i es va incorporar a les categories inferiors de l'Athletic Club als 11 anys. La temporada 1983–84 va guanyar el Trofeu Pitxitxi de la segona divisió, i va ajudar el filial bilbaí a acabar subcampions darrere del Castilla CF. També va jugar 13 partits amb el primer equip durant dues temporades, marcant el seu primer gol a la Lliga el 26 de març de 1983 en una victòria per 4-0 a casa contra el RC Celta de Vigo en unes temporades en què els bascos van aconseguir dos títols de lliga consecutius i hi van afegir la Copa del Rei de 1984.
Després de dues temporades més amb l'Atlètic, marcant un total de 12 gols que li van permetre acabar en tercera posició, Salinas va fitxar per l'Atlètic de Madrid, on va marcar a un ritme impressionant (incloent-hi dos gols el 7 de febrer de 1988 en una victòria per 7-0 a casa contra el RCD Mallorca).

### FC Barcelona
Salinas va fitxar pel FC Barcelona per la temporada 1988-89, i va formar part d'un grup amb diversos altres jugadors bascos, com ara el veterà José Ramón Alexanko, José Mari Bakero, Txiki Begiristain i Jon Andoni Goikoetxea, que ajudarien a formar la columna vertebral del llegendari Dream Team. Va marcar 20 gols a la lliga en la seva primera temporada, en què el Barça va acabar segon darrere del Reial Madrid, i també va marcar a la final de la Recopa de 1989 contra la UC Sampdoria (aquest va ser el primer trofeu de Johan Cruyff a la banqueta blaugrana i l'inici de l'èxit del “Dream Team”) i a la victòria per 2-0 contra el Reial Madrid de la Copa del Món de l'any següent. Fou titular a la final de la Copa d'Europa de 1992 que el Barça va guanyar a l'Estadi de Wembley de Londres el 20 de maig de 1992, la primera Copa d'Europa del Barça i un partit que marcaria la història del club.
En les temporades següents, Salinas va jugar més esporàdicament a causa de la seva edat i l'aparició d'altres jugadors ofensius com Hristo Stoítxkov, però tot i així va aconseguir marcar alguns gols importants malgrat el temps de joc limitat. El 30 de gener de 1994, després d'entrar com a substitut a la segona part contra l'Albacete Balompié, va marcar els dos gols en una victòria per 2-1 a casa, (tot i que només va jugar sis partits més durant la temporada), i el Barça va aconseguir finalment quatre títols de lliga seguits.

### Final de la carrera
En deixar Catalunya, Salinas va fitxar pel Deportivo de La Coruña, on va aconseguir un segon lloc en la seva única temporada; tot i que no va ser titular, va acabar amb 12 gols a la lliga, només superat pel gran jugador del club Bebeto. Com a substitut al final del partit al Camp Nou el 3 de desembre, va marcar un empat a 1 després d'una rematada de cap de José Luis Ribera.
Després del fitxatge, entre d'altres, del rus Dmitri Radchenko, Salinas va ser considerat excedentari, acceptant un contracte amb l'Sporting de Gijón, on va marcar 18 gols a la temporada 1995-96, cosa crucial per ajudar els asturians a evitar el descens. Durant el seu any i mig com a titular, va ser molt ben considerat a la ciutat, i els aficionats sovint cantaven: «Bota de oro, Salinas bota de oro!».
Salinas va fer una temporada a l'estranger amb els Yokohama Marinos al Japó, on va tornar a demostrar les seves habilitats golejadores, retrobant-se amb el seu antic company d'equip al Barça, Goikoetxea. Després va tornar a prop de casa, després d'haver passat les seves dues últimes temporades amb el Deportivo Alavés, on va marcar en el primer partit de la temporada 1999-2000, una derrota per 2-1 a casa contra el Màlaga CF; el seu equip va acabar sisè i arribaria a la final de la Copa de la UEFA de l'any següent.
El 19 de maig de 2000, Salinas va jugar el seu últim partit professional, marcant en una derrota per 2-1 contra el seu primer equip, l'Athletic de Bilbao. Es va retirar amb gairebé 38 anys, amb 417 partits i 152 gols, només a la màxima categoria espanyola.

## Carrera internacional
Salinas va representar la selecció espanyola durant més d'una dècada, marcant 22 gols. El seu debut va ser el 22 de gener de 1986, quan va marcar en un partit amistós que va guanyar per 2-0 contra la Unió Soviètica a Las Palmas.
Salinas va representar el país en tres Copes del Món de la FIFA: 1986 (on va marcar contra Irlanda del Nord), 1990 (marcant en una derrota a la segona ronda contra Iugoslàvia) i 1994, així com en dos Campionats d'Europa de la UEFA, 1988 i 1996.
Als quarts de final de la Copa del Món de 1994 contra Itàlia, després d'haver marcat en un empat a 2 contra Corea del Sud, Salinas va perdre l'oportunitat de classificar Espanya per a les semifinals. Amb l'1-1 al marcador i menys de deu minuts per al final, va desaprofitar un contraatac, amb només el porter Gianluca Pagliuca a batre; Roberto Baggio va segellar el resultat final de 2-1 minuts després, i Salinas va ser finalment més recordat per aquest error que per la gran quantitat de gols marcats durant una carrera professional de 18 anys.

## Després de la retirada
Immediatament després de jubilar-se, Salinas va començar a treballar com a comentarista esportiu, primer per a RTVE i després a laSexta.

## Vida personal
El germà petit de Salinas, Patxi, també va ser futbolista professional (defensa central), i va jugar a l'Athletic de Bilbao i al Celta. Tots dos van debutar a la primera divisió la temporada 1982–83.
Ostentaven el rècord d'aparicions combinades a la màxima categoria espanyola per germans amb 849 partits (les ocasions en què tots dos van jugar com a companys d'equip o com a rivals comptaven per a cadascun), 86 més que la parella següent, Quini i Jesús Castro.

## Estadístiques de carrera

### Club
| Club               | Temporada     | Lliga         | Lliga   | Lliga | Copa    | Copa | Copa de la Lliga | Copa de la Lliga | Continental | Continental | Total   | Total |
| Club               | Temporada     | Divisió       | Partits | Gols  | Partits | Gols | Partits          | Gols             | Partits     | Gols        | Partits | Gols  |
| ------------------ | ------------- | ------------- | ------- | ----- | ------- | ---- | ---------------- | ---------------- | ----------- | ----------- | ------- | ----- |
| Athletic Club      | 1982–83       | La Liga       | 7       | 1     | 6       | 3    | 4                | 0                | 0           | 0           | 17      | 4     |
| Athletic Club      | 1983–84       | La Liga       | 6       | 0     | 2       | 2    | 2                | 1                | 0           | 0           | 10      | 3     |
| Athletic Club      | 1984–85       | La Liga       | 28      | 8     | 10      | 4    | 1                | 0                | 1           | 1           | 40      | 14    |
| Athletic Club      | 1985–86       | La Liga       | 27      | 4     | 6       | 2    | 0                | 0                | 3           | 3           | 36      | 9     |
| Athletic Club      | Total         | Total         | 68      | 13    | 24      | 12   | 7                | 1                | 4           | 4           | 103     | 30    |
| Atlético de Madrid | 1986–87       | La Liga       | 38      | 15    | 6       | 2    | –                | –                | 3           | 1           | 47      | 18    |
| Atlético de Madrid | 1987–88       | La Liga       | 37      | 16    | 5       | 2    | –                | –                | –           | –           | 42      | 18    |
| Atlético de Madrid | Total         | Total         | 75      | 31    | 11      | 4    | 0                | 0                | 3           | 1           | 89      | 36    |
| Barcelona          | 1988–89       | La Liga       | 37      | 20    | 5       | 4    | –                | –                | 7           | 2           | 49      | 26    |
| Barcelona          | 1989–90       | La Liga       | 34      | 15    | 7       | 2    | –                | –                | 4           | 1           | 45      | 18    |
| Barcelona          | 1990–91       | La Liga       | 33      | 11    | 4       | 4    | –                | –                | 8           | 2           | 45      | 17    |
| Barcelona          | 1991–92       | La Liga       | 17      | 7     | 2       | 0    | –                | –                | 5           | 2           | 24      | 9     |
| Barcelona          | 1992–93       | La Liga       | 18      | 5     | 5       | 5    | –                | –                | 3           | 0           | 26      | 10    |
| Barcelona          | 1993–94       | La Liga       | 7       | 2     | 4       | 2    | –                | –                | 1           | 0           | 12      | 4     |
| Barcelona          | Total         | Total         | 146     | 60    | 27      | 17   | 0                | 0                | 28          | 7           | 201     | 84    |
| Deportivo          | 1994–95       | La Liga       | 24      | 12    | 4       | 4    | –                | –                | 4           | 0           | 32      | 16    |
| Sporting Gijón     | 1995–96       | La Liga       | 38      | 18    | 4       | 4    | –                | –                | –           | –           | 42      | 22    |
| Sporting Gijón     | 1996–97       | La Liga       | 16      | 6     | 2       | 0    |                  |                  |             |             | 18      | 6     |
| Sporting Gijón     | Total         | Total         | 54      | 24    | 6       | 4    | 0                | 0                | 0           | 0           | 60      | 28    |
| Yokohama Marinos   | 1997          | J1 League     | 26      | 21    | 2       | 2    | 5                | 3                | –           | –           | 33      | 26    |
| Yokohama Marinos   | 1998          | J1 League     | 21      | 13    | 0       | 0    | 3                | 1                | –           | –           | 24      | 14    |
| Yokohama Marinos   | Total         | Total         | 47      | 34    | 2       | 2    | 8                | 4                | –           | –           | 57      | 40    |
| Alavés             | 1998–99       | La Liga       | 22      | 4     | 0       | 0    | –                | –                | –           | –           | 22      | 4     |
| Alavés             | 1999–2000     | La Liga       | 28      | 8     | 2       | 0    | –                | –                | –           | –           | 30      | 8     |
| Alavés             | Total         | Total         | 50      | 12    | 2       | 0    | 0                | 0                | 0           | 0           | 52      | 12    |
| Total carrera      | Total carrera | Total carrera | 464     | 186   | 76      | 43   | 15               | 5                | 39          | 12          | 594     | 246   |

### Internacional
| Selecció | Any   | Partits | Gols |
| -------- | ----- | ------- | ---- |
| Espanya  | 1986  | 10      | 5    |
| Espanya  | 1987  | 2       | 0    |
| Espanya  | 1988  | 8       | 1    |
| Espanya  | 1989  | 4       | 1    |
| Espanya  | 1990  | 5       | 1    |
| Espanya  | 1991  | 0       | 0    |
| Espanya  | 1992  | 1       | 0    |
| Espanya  | 1993  | 8       | 7    |
| Espanya  | 1994  | 12      | 7    |
| Espanya  | 1995  | 4       | 0    |
| Espanya  | 1996  | 2       | 0    |
| Total    | Total | 56      | 22   |

Els resultats i puntuacions indiquen primer el recompte de gols d'Espanya, la columna de puntuació indica la puntuació després de cada gol de Salinas.
| No. | Data             | Lloc                                        | Oponent          | Marcardor | Resultat | Competició                     |
| --- | ---------------- | ------------------------------------------- | ---------------- | --------- | -------- | ------------------------------ |
| 1   | 22 gener 1986    | Estadio Gran Canaria, Las Palmas, Espanya   | Unió Soviètica   | 1–0       | 2–0      | Amistós                        |
| 2   | 19 febrer 1986   | Manuel Martínez Valero, Elx, Espanya        | Bèlgica          | 2–0       | 3–0      | Amistós                        |
| 3   | 26 març 1986     | Ramón de Carranza, Cadis, Espanya           | Polònia          | 3–0       | 3–0      | Amistós                        |
| 4   | 7 juny 1986      | Tres de Marzo, Zapopan, Espanya             | Irlanda del Nord | 2–0       | 2–1      | Copa del Món de Futbol de 1986 |
| 5   | 24 setembre 1986 | El Molinón, Gijón, Espanya                  | Grècia           | 1–0       | 3–1      | Amistós                        |
| 6   | 24 febrer 1988   | La Rosaleda, Màlaga, Espanya                | Txecoslovàquia   | 1–0       | 1–2      | Amistós                        |
| 7   | 11 octubre 1989  | Népstadion, Budapest, Hongria               | Hongria          | 1–0       | 2–2      | Classificació pel Mundial 1990 |
| 8   | 26 juny 1990     | Marc'Antonio Bentegodi, Verona, Itàlia      | Iugoslàvia       | 1–1       | 1–2      | Classificació pel Mundial 1990 |
| 9   | 28 abril 1993    | Benito Villamarín, Sevilla, Espanya         | Irlanda del Nord | 1–1       | 3–1      | Classificació pel Mundial 1994 |
| 10  | 28 abril 1993    | Benito Villamarín, Sevilla, Espanya         | Irlanda del Nord | 2–1       | 3–1      | Classificació pel Mundial 1994 |
| 11  | 22 setembre 1993 | Qemal Stafa, Tirana, Albània                | Albània          | 1–0       | 5–1      | Classificació pel Mundial 1994 |
| 12  | 22 setembre 1993 | Qemal Stafa, Tirana, Albània                | Albània          | 3–0       | 5–1      | Classificació pel Mundial 1994 |
| 13  | 22 setembre 1993 | Qemal Stafa, Tirana, Albània                | Albània          | 4–1       | 5–1      | Classificació pel Mundial 1994 |
| 14  | 13 octubre 1993  | Lansdowne Road, Dublin, República d'Irlanda | Irlanda          | 2–0       | 3–1      | Classificació pel Mundial 1994 |
| 15  | 13 octubre 1993  | Lansdowne Road, Dublin, República d'Irlanda | Irlanda          | 3–0       | 3–1      | Classificació pel Mundial 1994 |
| 16  | 19 gener 1994    | Balaídos, Vigo, Espanya                     | Portugal         | 1–0       | 2–2      | Amistós                        |
| 17  | 2 juny 1994      | Ratina Stadion, Tampere, Finlàndia          | Finlàndia        | 2–0       | 2–1      | Amistós                        |
| 18  | 10 juny 1994     | Claude-Robillard, Montreal, Canadà          | Canadà           | 1–0       | 2–0      | Amistós                        |
| 19  | 17 juny 1994     | Cotton Bowl, Dallas, Estats Units           | Corea del Sud    | 1–0       | 2–2      | Mundial 1994                   |
| 20  | 12 octubre 1994  | Estadi d'Skopje, Skopje, Macedònia          | Macedònia        | 1–0       | 2–0      | Classificació Eurocopa 1996    |
| 21  | 12 octubre 1994  | Estadi d'Skopje, Skopje, Macedònia          | Macedònia        | 2–0       | 2–0      | Classificació Eurocopa 1996    |
| 22  | 17 desembre 1994 | Constant Vanden Stock, Brussels, Bèlgica    | Bèlgica          | 3–1       | 4–1      | Classificació Eurocopa 1996    |

## Palmarès
Athletic de Bilbao
- La Lliga: 1982–83, 1983–84
- Copa del Rei: 1983–84
- Supercopa d'Espanya: 1984 (atorgada automàticament després de guanyar el doblet)[33]

Barcelona
- La Lliga: 1990–91, 1991–92, 1992–93, 1993–94[1]
- Copa del Rei: 1989–90[7]
- Supercopa d'Espanya: 1991, 1992
- Copa d'Europa: 1991–92[1]
- Recopa de la UEFA: 1988–89[1][6]
- Supercopa d'Europa: 1992

Deportivo
- Copa del Rei: 1994–95

Individual
- Trofeu Pitxitxi: 1983–84 (Segona Divisió)[2]